# Reina Claudia Leon Hisse
Reina Claudia Leon Hisse sinonimia: Reine Claude Léon Hisse, es una variedad cultivar de ciruelo (Prunus domestica), de las denominadas ciruelas europeas,
una variedad de ciruela variedad obtenida de semilla 'Reina Claudia Verde', se desconocen polinizadores.
Las frutas tienen un tamaño medio, con un color de piel verde amarillento con una chapa anaranjada en la zona de insolación, punteado abundante, poco perceptible, muy menudo, blanquecino con aureola casi imperceptible, y pulpa de color amarillo ámbar, con textura medio firme, carnosa, jugosa, y de sabor dulce, muy aromático, refrescante, a la vez dulce y agrio.

## Sinonimia
- "Reine Claude Léon Hisse",
- "Reine-Claude Precoce Leon Hisse",
- "Leon Hisse".[4][5]

## Historia
El área de origen de los ciruelos "Reina Claudia" sería seguramente Siria?, y se obtuvo en Francia tras el descubrimiento de un ciruelo importado de Asia que producía ciruelas de color verde. Este ciruelo fue traído a la corte de Francisco I por el embajador del reino de Francia ante la "Sublime Puerta", en nombre de Solimán el Magnífico.
El nombre de Reina Claudia es en honor de Claudia de Francia (1499–1524), duquesa de Bretaña, futura reina consorte de Francisco I de Francia (1494–1547). En Francia le decían la bonne reine.
'Reina Claudia Leon Hisse' es una variedad francesa, se diferencia poco de la 'Reina Claudia Verde' de la que se obtuvo de semilla de la que se desconoce el "Parental Padre" fecundante de polen, pero es más productiva, y es de las variedades de "Reine-Claude Verte" la que madura antes que ésta (unos 20 días antes).
'Reina Claudia Leon Hisse' está cultivada en diversos bancos de germoplasma de cultivos vivos tales como en National Fruit Collection (Colección Nacional de Fruta) de Reino Unido con el número de accesión: 1966 - 014 y nombre de accesión: Reine-Claude Precoce Leon Hisse. Recibido por "The National Fruit Trials" (Probatorio Nacional de Frutas) en 1966 procedente de la "Station de Recherches d'Arboriculture Fruitiere", Pont de la Maye (Francia).

## Características
'Reina Claudia Leon Hisse' árbol de vigoroso crecimiento, de generosa producción, requiere poco mantenimiento. Requiere suelo ligero y una posición soleada. Las mejores frutas vienen cuando hay un comienzo de verano húmedo y un clima cálido y seco en el período de maduración. Si el clima es al revés, gran parte de la cosecha se pierde por culpa de la monilinia (Podredumbre parda). Tiene un tiempo de floración que comienza a partir del 18 de abril con el 10% de floración, para el 22 de abril tiene una floración completa (80%), y para el 1 de mayo tiene un 90% de caída de pétalos.
'Reina Claudia Leon Hisse' tiene una talla de tamaño medio (peso promedio 35 g.), de forma globosa, con la sutura perceptible, línea fina, incolora y transparente, situada en una depresión más o menos acentuada, continuando en la parte inferior dorsal; epidermis con abundante pruina blanco grisácea, no se aprecia pubescencia, siendo el color de la piel verde amarillento con una chapa anaranjada en la zona de insolación, punteado abundante, poco perceptible, muy menudo, blanquecino con aureola casi imperceptible; Pedúnculo de longitud corto, grueso con la parte superior formando maza, sin pubescencia, ubicado en una cavidad del pedúnculo de anchura bastante amplia, medianamente profunda, medianamente rebajada en la sutura y más suavemente en el lado opuesto;pulpa de color amarillo ámbar, con textura medio firme, carnosa, jugosa, y de sabor dulce, muy aromático, refrescante.
Hueso semi libre, con ligera adherencia solo en zona ventral, de tamaño pequeño, elíptico redondeado, zona pistilar amplia y redondeada, zona ventral y surcos poco acusados, caras laterales medianamente labradas, granulosas.
Su tiempo de recogida de cosecha se inicia en su maduración en el mes de julio.

## Usos
La ciruela 'Reina Claudia Leon Hisse' se comen crudas de fruta fresca en mesa, en macedonias de frutas, pero también en postres, repostería, como acompañamiento de carnes y platos. Se transforma en mermeladas, almíbar de frutas, compotas.

## Cultivo
Se cultiva preferentemente en zonas de cierta altitud.

## Enfermedades y plagas
Plagas específicas:
Pulgones, Cochinilla parda, aves Camachuelos, Orugas, Araña roja de árboles frutales, Polillas minadoras de hojas, Pulgón enrollador de hojas de ciruelo.
Enfermedades específicas:
Se afecta menos que otras Claudias con la Podredumbre parda de las ciruelas.